# (21891) Andreabocelli
(21891) Andreabocelli ist ein Asteroid des Hauptgürtels, der am 1. November 1999 vom italienischen Astronomen Sauro Donati am Monte-Agliale-Observatorium (Osservatorio Astronomico di Monte Agliale) (IAU-Code 159) in Borgo a Mozzano entdeckt wurde.
Der Asteroid wurde am 28. Dezember 2008 nach dem italienischen Sänger (Tenor), Liedschreiber und Produzenten Andrea Bocelli (* 1958) benannt.
Der Himmelskörper gehört der Vesta-Familie an, einer großen Gruppe von Asteroiden, benannt nach (4) Vesta, dem zweitgrößten Asteroiden und drittgrößten Himmelskörper des Hauptgürtels.